# Hans Jungbauer
Hans Jungbauer (15 de abril de 1897 - 31 de octubre de 1960) fue un actor y director teatral alemán.

## Biografía
Hans Jungbauer trabajó en el teatro desde principios de los años 1920, siendo director teatral a finales de la década en el Neuen Schauspielhaus de Königsberg. Posteriormente trabajó en el Schauspiel Frankfurt, antes de ir a Viena en 1933 para actuar en el Deutschen Volkstheater. De nuevo en Alemania, Jungbauer trabajó hasta el inicio de la Segunda Guerra Mundial en el Leipziger Schauspielhaus. Durante la contienda estuvo en el Deutschen Theater y, en la temporada 1943/44 en el vienés Theater in der Josefstadt. Tras la guerra continuó en Viena, siendo nombrado director del Renaissancetheater. 
A principios de los años 1950 fue director en Wuppertal, y desde 1953 a 1956 director y actor en el Städtische Bühnen de Fráncfort del Meno dirigido por Lothar Müthel. En ese teatro fue Malvolio en Noche de reyes, el presidente en Kabale und Liebe, y Herzog en Zweierlei Maß. Müthel le encargó la dirección en 1954 de la obra de Aleksandr Ostrovski Der Wald, en la cual Jungbauer encarnó a Gennadius. En 1957 Hans Jungbauer volvió a Berlín, actuando en el Teatro en Kurfürstendamm de esa ciudad.
Poco antes de su muerte, Hans Jungbauer volvió a trabajar en Viena, donde rodó una película. Su trabajo cinematográfico, esporádico, se limitó a unas pocas cintas en las que interpretaba personajes notables como ministros, médicos o dignatarios.
Hans Jungbauer falleció en 1960 en Viena, Austria.

## Filmografía
- 1942 : Der Fall Rainer
- 1946 : Die Welt dreht sich verkehrt
- 1948 : Fregola
- 1951 : Schatten über den Inseln
- 1954 : Rund um die Milchwirtschaft (corto documental)
- 1955 : Der Fall Winslow (telefilm)
- 1956 : Diener zweier Herren (telefilm)